# Maladies professionnelles liées à l'amiante
Pour les articles homonymes, voir Amiante (homonymie).
Cet article décrit les critères administratifs pour qu'une affection provoquée par les poussières d'amiante soit reconnue comme maladie professionnelle.
Ce sujet relève du domaine de la législation sur la protection sociale et a un caractère davantage juridique que médical. Pour la description clinique de la maladie se reporter à l'article suivant :

## Législation enFrance

### Régime général
| Fiche Maladie Professionnelle | Fiche Maladie Professionnelle | Fiche Maladie Professionnelle |
| Ce tableau définit les critères à prendre en compte pour que les affections provoquée par l'inhalation de poussières d'amiante soient prises en charge au titre de la maladie professionnelle | Ce tableau définit les critères à prendre en compte pour que les affections provoquée par l'inhalation de poussières d'amiante soient prises en charge au titre de la maladie professionnelle | Ce tableau définit les critères à prendre en compte pour que les affections provoquée par l'inhalation de poussières d'amiante soient prises en charge au titre de la maladie professionnelle |
| Régime Général. Date de création : 31 août 1950 | Régime Général. Date de création : 31 août 1950 | Régime Général. Date de création : 31 août 1950 |
| Tableau no 30 RG | Tableau no 30 RG | Tableau no 30 RG |
| Affections professionnelles consécutives à l'inhalation de poussières d'amiante | Affections professionnelles consécutives à l'inhalation de poussières d'amiante | Affections professionnelles consécutives à l'inhalation de poussières d'amiante |
| --- | --- | --- |
| Désignation des Maladies | Délai de prise en charge | Liste indicative des principaux travaux susceptibles de provoquer ces maladies |
| A. - Asbestose : fibrose pulmonaire diagnostiquée sur des signes radiologiques spécifiques, qu'il y ait ou non des modifications des explorations fonctionnelles respiratoires. Complications : insuffisance respiratoire aiguë, insuffisance ventriculaire droite.                                                                         | 35 ans (durée d’exposition 2 ans) | Travaux exposant à l'inhalation de poussières d'amiante notamment : extraction, manipulation et traitement de minerais et roches amiantifères. Manipulation et utilisation de l'amiante brut dans les opérations de fabrications suivantes : amiante-ciment ; amiante-plastique ; amiante textile ; amiante-caoutchouc ; carton, papier et feutre d'amiante enduit ; feuilles et joints en amiante ; garnitures de friction ; produits moulés ou en matériaux à base d'amiante et isolants. |
| B. - Lésions pleurales bénignes : avec ou sans modifications des explorations fonctionnelles respiratoires | . | Travaux de cardage, filage, tissage d'amiante et confection de produits contenant de l'amiante. |
| - Plaques calcifiées ou non, péricardiques ou pleurales, unilatérales ou bilatérales, lorsqu'elles sont confirmées par un examen tomodensitométrique | 40 ans | Application, destruction et élimination de produits à base d'amiante : amiante projeté ; calorifugeage au moyen de produits contenant de l'amiante ; démolition d'appareils et de matériaux contenant de l'amiante, déflocage. |
| - Pleurésie exsudative | 35 ans (durée d’exposition 5 ans) | Travaux de pose et de dépose de calorifugeage contenant de l'amiante. |
| Épaississement de la plèvre viscérale, soit diffus soit localisé lorsqu'il est associé à des bandes parenchymateuses ou à une atélectasie par enroulement. Ces anomalies constatées en l'absence d'antécédents de pleurésie de topographie concordante de cause non asbestosique devront être confirmées par un examen tomodensitométrique. | 35 ans (durée d’exposition 5 ans) | Travaux d'équipement, d'entretien ou de maintenance effectués sur des matériels ou dans des locaux et annexes revêtus ou contenant des matériaux à base d'amiante. Conduite de four. Travaux nécessitant le port habituel de vêtements contenant de l'amiante. |
| C. - Dégénérescence maligne bronchopulmonaire compliquant les lésions parenchymateuses et pleurales bénignes ci-dessus mentionnées. | 35 ans (durée d’exposition 5 ans) | |
| D. - Mésothéliome malin primitif de la plèvre, du péritoine, du péricarde. | 40 ans | |
| E.- Autres tumeurs pleurales primitives | 40 ans (durée d’exposition 5 ans) | |
| Date de mise à jour : | | |

### Régime agricole
| Fiche Maladie Professionnelle | Fiche Maladie Professionnelle | Fiche Maladie Professionnelle |
| Ce tableau définit les critères à prendre en compte pour que les affections provoquées par l'inhalation de poussières d'amiante soient prises en charge au titre de la maladie professionnelle | Ce tableau définit les critères à prendre en compte pour que les affections provoquées par l'inhalation de poussières d'amiante soient prises en charge au titre de la maladie professionnelle | Ce tableau définit les critères à prendre en compte pour que les affections provoquées par l'inhalation de poussières d'amiante soient prises en charge au titre de la maladie professionnelle |
| Régime Agricole. Date de création : 28 août 1986 | Régime Agricole. Date de création : 28 août 1986 | Régime Agricole. Date de création : 28 août 1986 |
| Tableau no 47 RA | Tableau no 47 RA | Tableau no 47 RA |
| Affections professionnelles consécutives à l'inhalation de poussières d'amiante | Affections professionnelles consécutives à l'inhalation de poussières d'amiante | Affections professionnelles consécutives à l'inhalation de poussières d'amiante |
| --- | --- | --- |
| Désignation des Maladies | Délai de prise en charge | Liste indicative des principaux travaux susceptibles de provoquer ces maladies |
| A. - Asbestose : fibrose pulmonaire diagnostiquée sur des signes radiologiques spécifiques, qu'il y ait ou non des modifications des explorations fonctionnelles respiratoires. Complications : insuffisance respiratoire aiguë, insuffisance ventriculaire droite.                                                                                         | 20 ans | Travaux exposant à l'inhalation de poussières d'amiante, notamment : Travaux d'équipement, d'entretien ou de maintenance effectués sur des matériels ou dans des locaux et annexes revêtus ou contenant des matériaux à base d'amiante.                                                                    |
| B - Lésions pleurales bénignes, avec ou sans modifications des explorations fonctionnelles respiratoires : - pleurésie exsudative ; - plaques pleurales plus ou moins calcifiées bilatérales, pariétales, diaphragmatiques ou médiastinales ; - plaques péricardiques ; - épaississements pleuraux bilatéraux, avec ou sans irrégularités diaphragmatiques. | 20 ans | Application, destruction et élimination de produits à base d'amiante : - amiante projeté ; - calorifugeage au moyen de produits contenant de l'amiante ; - démolition d'appareils et de matériaux contenant de l'amiante, déflocage. Travaux de pose et de dépose de calorifugeage contenant de l'amiante. |
| C. - Dégénérescence maligne bronchopulmonaire compliquant les lésions parenchymateuses et pleurales bénignes ci-dessus mentionnées. | 35 ans | |
| D. - Mésothéliome malin primitif de la plèvre, du péritoine, du péricarde. | 40 ans | |
| E.- Autres tumeurs pleurales primitives | 40 ans | |
| Date de mise à jour : 19 juin 1998 | | |

#### Sources spécifiques
- Tableau N° 30 des maladies professionnelles du régime Général
- Tableau N° 47 des maladies professionnelles du régime Agricole

#### Sources générales
- Tableaux du régime Général sur le site de l’AIMT
- Tous les tableaux du régime Général
- Tous les tableaux du régime Agricole
- Guide des maladies professionnelles sur le site de l’INRS

#### Autres liens
- Maladies à caractère professionnel

#### Internationalisation
- Liste Européenne des maladies professionnelles
- Liste des maladies professionnelles au Sénégal
- Liste des maladies professionnelles en Tunisie